# Siete veces siete
Siete veces siete (en italiano: Sette volte sette o 7 volte 7) es una película italiana de 1968 del género comedia dirigida por Michele Lupo.

## Reparto
- Gastone Moschin: Benjamin Burton
- Lionel Stander: Sam
- Raimondo Vianello: Bodoni
- Gordon Mitchell: Big Ben
- Paolo Gozlino: Bingo (acreditado como Paul Stevens)
- Nazzareno Zamperla: Bananas (acreditado como Neno Zamperla)
- Teodoro Corrà: Briggs (acreditado como Theodor Corrà)
- Erika Blanc: Mildred
- Terry-Thomas: inspector de Scotland Yard
- Turi Ferro: Bernard
- Adolfo Celi: Warden
- Neil McCarthy: Señor Docherty
- Gladys Dawson: miss Higgins
- Pupo De Luca: comentarista del partido
- Ray Lovelock: amante de Mildred
- Christopher Benjamin: el director del club
- Lionel Murton: Walter el camarero del club
- John Bartha: prisionero de la mía
- Charles Borromel: agente
- Fulvio Mingozzi: carcelero Jones
- Geoffrey Copleston: inspector jefe
- David Lodge: sargento de policía

## Actores de doblaje españoles
Redoblaje 1983
- Claudio Rodríguez: Benjamin Burton
- Joaquín Escola: Sam
- Rafael De Penagos: Bodoni
- Juan Luis Rovira: Big Ben
- Juan Lombardero: Bananas, guardia de la prisión
- Fernando De Luis: Briggs, guardia de casa de moneda, camionero
- Delia Luna: Mildred
- Valeriano Andrés: inspector de Scotland Yard
- José Guardiola: Warden
- Paco Hernández: Señor Docherty
- Juan Perucho: el director del club, doctor de la prisión
- José Luis Yzaguirre: sargento de policía, guardia de la prisión
- Ana Díaz Plana: miss Higgins
- Abel Navarro: sargento de guardia
- Víctor Agramunt: guardia de la prison, guardia en portón
- José Mortalla: guardia de la prisión
- Juan Carlos Ordóñez: Tartamudo de la banda
- Manuel Torremocha: Walter el camarero del club
- Vicente Martínez: comentarista del partido
- José Padilla: guardia de casa de moneda, Preso en carbonera
- Jesús Puente: Locutor en casa de moneda, Narrador final
- Francisco Sanz: Preso en carbonera, policía, Barquero
- Luis María Lasala: inspector jefe

## Producción
Producida por Marco Vicario y dirigida por Michele Lupo, la película utiliza un concepto similar al que ya se había utilizado anteriormente para las películas Siete hombres de oro y El gran golpe de los siete hombres de oro, ambas dirigidas por Vicario, en las que un grupo de siete habilidosos forajidos consigue dar un gran golpe criminal gracias a una compleja estratagema. Pero no es una secuela de las películas antes citadas, ya que tiene un elenco y personajes diferentes a los otros dos. Michele Lupo ya había dirigido, en 1967, otra película con un tema similar, Gran golpe al servicio de su majestad británica, en cuyo reparto figuraba Adolfo Celi, que en Siete veces siete interpreta el director de la prisión.

## Banda sonora
La banda sonora, al igual que en las anteriores Siete hombres de oro y El gran golpe de los siete hombres de oro, fue compuesta por Armando Trovaioli y lanzada en LP por Jolly Hi-Fi Records en 1968 con el número de catálogo LPJ 5095. A partir de entonces, rara vez se reeditó. Numerosas reediciones producidas entre los noventa y el año 2000 proceden de Japón, mientras que en Italia fue reeditada en CD en 2014 por GDM Music.
Un sencillo cantado por The Casuals que contiene el tema de la película también fue lanzado por Jolly Hi-Fi Records en 1968.

Cara 1:
| N.º   | Título              | Duración |  |
| 1.    | «The Getaway»       | 4:27     |  |
| 2.    | «Seven Times Blues» | 3:07     |  |
| 3.    | «The Red Bus»       | 2:20     |  |
| 4.    | «Seven Times Seven» | 2:54     |  |
| 5.    | «The Big Brain»     | 2:43     |  |
| 15:31 |                     |          |  |

Cara 2:

| N.º   | Título              | Vocalista principal | Duración |  |
| 1.    | «Seven Times Seven» | The Casuals         | 2:21     |  |
| 2.    | «Seven Times Blues» |                     | 1:51     |  |
| 3.    | «The Big Brain»     |                     | 1:36     |  |
| 4.    | «The Red Bus»       |                     | 1:42     |  |
| 5.    | «Jail»              |                     | 2:03     |  |
| 6.    | «The Getaway»       |                     | 2:55     |  |
| 13:32 |                     |                     |          |  |